# Partido por la Libertad
El Partido por la Libertad (en neerlandés Partij voor de Vrijheid, PVV) es un partido político neerlandés nacionalista y de derecha populista en los Países Bajos. Fue fundado en 2006 tras la salida en 2004 de su dirigente, Geert Wilders del Partido Popular por la Libertad y la Democracia debido a su desacuerdo con la posible entrada de Turquía en la Unión Europea, lo que le hizo constituirse como diputado en solitario. En 2005 pidió el voto en contra de la Constitución Europea, que en Países Bajos fue rechazada por un 62% de los votos.

## Historia
Fue creado en 2006 como sucesor del partido único de Geert Wilders en la Cámara de Representantes, ganó nueve escaños en las elecciones generales de 2006, convirtiéndose en el quinto partido más grande del parlamento. En las elecciones generales de 2010 ganó 24 escaños, por lo que fue el tercer partido más grande. En ese momento, el PVV acordó apoyar al gobierno minoritario liderado por el primer ministro Mark Rutte sin tener ministros en el gabinete. Sin embargo, el PVV retiró su apoyo en abril de 2012 debido a diferencias sobre los recortes presupuestarios en Catshuis. Llegó tercero en las elecciones al Parlamento Europeo de 2014, ganando cuatro de 26 escaños. En las elecciones de 2017, el Partido por la Libertad ganó 20 escaños, convirtiéndose en el segundo partido más grande en la Cámara de Representantes. En las elecciones de 2021, el PVV descendió al tercer lugar con 17 escaños. Pero en las elecciones de 2023 el PVV resultó ganador, consiguiendo 20 escaños más que en la cita anterior, llegando a los 37 escaños.

## Ideología
Antes de las elecciones de 2021, el Partido de la Libertad publicó un documento de 51 páginas, con especial énfasis en el nacionalismo. El partido de corte identitario aboga por la salida de la Unión Europea, la vuelta a las fronteras nacionales y el cierre del país a los inmigrantes de países musulmanes. También se prohibirá la protección del asilo a los refugiados. También aboga por prohibir el derecho de voto a las personas con doble nacionalidad. El partido considera que "los Países Bajos se han convertido en un país irreconocible. Los terroristas callejeros inmigrantes, a menudo marroquíes, aterrorizan a los neerlandeses en todas partes. Para el PVV, el islam ya no debe ser considerado como una religión, sino como una "ideología totalitaria", y las mezquitas, las escuelas coránicas y el Corán deben ser prohibidos. En un gobierno de Wilders se crearía un Ministerio de Inmigración, Remigración y Desislamización. En materia de medio ambiente, el PVV es escéptico del cambio climático. Defiende el desmantelamiento de los aerogeneradores en alta mar "para hacer sitio a los barcos", la paralización de los parques solares que "dañan el paisaje", la retirada del Acuerdo Climático de París y el rechazo al "Acuerdo Verde Europeo". Defiende el liberalismo económico.

## Resultados electorales
| Año  | Votos          | %     | Resultado | +/- | Gobierno      |
| ---- | -------------- | ----- | --------- | --- | ------------- |
| 2006 | 579.490 (#5)   | 5,89  | 9/150     |     | Oposición     |
| 2010 | 1.454.493 (#3) | 15,45 | 24/150    | 15  | Apoyo externo |
| 2012 | 950.263 (#3)   | 10,1  | 15/150    | 9   | Oposición     |
| 2017 | 1.372.941 (#2) | 13,1  | 20/150    | 5   | Oposición     |
| 2021 | 1.124.482 (#3) | 10,8  | 17/150    | 3   | Oposición     |
| 2023 | 2.450.878 (#1) | 23,49 | 37/150    | 20  | Coalición     |
| 2023 | 2.450.878 (#1) | 23,49 | 37/150    | 20  | Oposición     |

### Elecciones europeas
| Año  | Votos          | %     | Resultado | +/- |
| ---- | -------------- | ----- | --------- | --- |
| 2009 | 772.746 (#2)   | 16,97 | 5/26      |     |
| 2014 | 633.114 (#3)   | 13,32 | 4/26      | 1   |
| 2019 | 194.296 (#10)  | 3,5   | 1/29      | 3   |
| 2024 | 1.057.662 (#2) | 16,97 | 6/31      | 5   |